# Schweiz' geografi
Schweiz er et lille, bjergrigt land midt i Europa med et totalt landområde på 41290 km². Landet grænser mod Østrig og Lichtenstein i øst, Frankrig i vest, Italien i syd og Tyskland i nord. Store dele af den nordlige grænse mod Tyskland følger flodløbet til Rhinen, den østlige grænse mod Tyskland og Østrig går gennem Bodensøen, og dele af den sydvestlige grænse mod Frankrig gennem Genevesøen.
Schweiz er velkendt for Alperne i syd og sydøst, i nord ligger Mittelland, et plateau med åse og bjerge. Størstedelen af Schweiz' befolkning bor på dette plateau. Landet er inddelt i 23 kantoner, tre af disse er igen inddelt i halvkantoner (Obwalden/Nidwalden, Basel-Stadt/Basel-Landschaft, Appenzell Ausserrhoden/Appenzell Innerrhoden). Kantonerne på og langs Mittelland er generelt de mest folkerige, industrialiserede og protestantiske. Kantonerne i Alperne har lavere befolkningstal, har landbrugs- eller turistbaserede økonomier og er gennemgående mere katolske.
Schweiz er også delt af sprog. Der er fire officielle sprog, tysk (63,7 % af befolkningen), fransk (20,4 %), italiensk (6,5 %) og rætoromansk (0,5 %). Fra Bern og østover (med undtagelse af Ticino) taler befolkningen for det meste tysk, vest for Bern stort set fransk og i Ticino for det meste italiensk. Rætoromansk, en gruppe dialekter som stammer fra vulgærlatin, tales i flere regioner i kantonen Graubünden.

## Landskab
Det schweiziske landskab er inddelt i tre distinkte dele: Alperne, Mittelland og Jurabjergene.
Mittelland er slettelandet centralt i Schweiz, hvor hoveddelen af befolkningen bor. Området har en gennemsnitshøjde på 400 meter. Mittelland afgrænses af Jura i nordøst og Alperne i syd. Man regner med at Schweiz' topografi er resultatet af pladekollisioner mellem den europæiske og den afrikanske plade de sidste millioner af år. Schweiz har til sammen 78 bjerge på 4000 meter eller mere. 55 af disse ligger helt indenfor landets grænser, 19 på grænsen mellem Schweiz og Italien. De 12 højeste bjerge ligger alle i Wallis-Alperne. Bræer dannede i istiden mange dale og indsøer, hvor Bodensøen og Genevesøen er de to største.

### Mittelland
Mittelland, også kaldt det schweiziske plateau, løber fra Genevesøen på grænsen mod Frankrig over de centrale dele af Schweiz til Bodensøen på grænsen mod Tyskland og Østrig. Plateauet har en gennemsnitshøjde på 580 moh. Hele plateauet er dækket af lave åse, indsøer og floder. De fleste af Schweiz' større indsøer findes her. Både Genevesøen (581.3 km²) og Bodensøen (541.1 km²) ligger på plateauet, men deles med andre lande. Den største indsø som er helt indenfor landets grænser er Neuchâtelsøen (218.3 km²), også den ligger i Mittelland.
Mittelland krydses af tre store floddale, Rhône, Rhinen og Aare, og den mindre flod Thur. Udspringene til disse floder ligger alle i Alperne, og de krydser plateauet mellem Alperne og Jurabjergene. Rhône og Rhinen er isoleret fra Aare og Thur af den store nordlige udløber af Alperne, som består af Berner Oberland og Tödialperne i kantonen Glarus. Alle de fire floder slanger sig frem og tilbage og danner sammen nogle af de største floder i Europa. Nær Schaffhausen løber Rhinen gennem Rhinfaldet, Europas største vandfald. Denne er 150 meter bred og 25 meter høj.
Plateauet udgør omkring en tredjedel af Schweiz' totale areal, og omkring to tredjedele af befolkningen bor her. Befolkningstætheden her er i snit på omtrent 450 mennesker pr. km². I regionerne omkring Genevesøen, Zürich og andre store byer kan befolkningstætheden overstige 1000 pr. km². Desuden for at have majoriteten af befolkningen findes også det meste af Schweiz' industri i Mittelland. Også det meste af landbruget i landet foregår her. Gårdene er for det meste små og velorganiserede, med varierende afgrøder og små skovområder.

### De schweiziske alper
De schweiziske alper er del af en bjergkæde som strækker sig over Sydeuropa og isolerer det nordlige Europa fra Middelhavet. Flere vigtige bjergovergange gennem Alperne ligger i Schweiz, og kontrollen over disse har været vigtige op gennem Schweiz' historie. Alperne har en gennemsnitlig højde på 1700 moh og dækker næsten to tredjedele af det totale areal i Schweiz. I Alperne er der 48 bjerge med en højde på over 4000 meter. 
Alperne er Vesteuropas vandforsyning. Rhinen, sammen med sidefloderne Aare og Thur, dræner omkring to tredjedele af vandet ud i Nordsøen. Rhône og Ticinofloden dræner omtrent 18 % af vandet i Middelhavet, og floden Inn, som bliver til Donau udenfor Schweiz' grænser, dræner omtrent 4,4 % af vandet i Sortehavet. De schweiziske alper har også mange af Centraleuropas isbræer, omtrent 1800 totalt, som dækker omkring 1200 km² af det totale snedækkede område af Alperne. 
Alperne er en populær turistdestination, og et af de mest letgenkendelige symboler på Schweiz. Det højeste punkt i Schweiz, Dufourspitze (4634 m) i kantonen Valais ligger i Alperne, det samme gør det højeste bjerg som kun ligger i Schweiz, Dom (4545 m). Det måske mest kendte symbol på Schweiz, bjerget Matterhorn (4478 m) ligger også her. Dette er det 7. højeste bjerg i Alperne, og det mest fotograferede i Schweiz. 
På sydsiden af Alperne ligger kantonen Ticino som er delt i to af Monte Ceneripasset. Den nordlige, mest bjergrige del kaldes Sopraceneri, og består af to store dale omkring Lago Maggiore; Ticinodalen og Maggiadalen. Syd for passet ligger delen som kaldes Sottoceneri, som omgiver Luganosøen. Schweiz' laveste punkt er Lago Maggiore, 177 moh.

### Jurabjergene
Jurabjergene er en bjergkæde af kalksten som går fra Genevesøen til Rhinen. Området udgør omtrent 12 % af Schweiz' totale areal. Beliggende på omkring 700 meter er området karakteriseret af højlandslandskab i kalksten med dybe floddale.
Kalkstenen i området stammer fra Juratiden, og har talrige fossiler og spor efter dinosaurer. Navnet på den geologiske periode stammer faktisk fra dette bjergområde, hvor disse fossiler blev studeret ved slutningen af det 18. århundrede. Jurabjergene regnes som et af de vigtigste områder i verden for at studere fodaftryk efter dinosaurer. I et område, nær landsbyen Courtedoux, blev over 1500 fodaftryk afdækket i perioden 2002 – 2004, og det anslås at mellem 4 og 5000 fodaftryk fortsat ligger uopdaget.
Den højeste top i Jurabjergene er Le Crêt de la Neige på 1720 moh. Bjerget blev tidligere antaget for at være 1717,6 meter højt, men forskellen kan have med tektoniske bevægelser som får disse bjerge til at ændre højde.

## Klima
Alperne syd i Schweiz har afgørende betydning for klimaet her. Nordsiden af Alperne er ofte udsat for de samme kuldebølger som forekommer i Sydtyskland, mens sydsiden ofte kan få mild middelhavsluft og forholdsvis fine temperaturer. Nordsiden har som regel mere regn eller sne, og mindre sol end den sydvendte side, som har mere sol og mindre, men ofte mere intense byger. Alperne er et mekka for skisportsinteresserede, og vinterlavtryk fra både Middelhavet og Atlanterhavet kan give store mængder sne i disse bjergområder.